# Osteraufstand

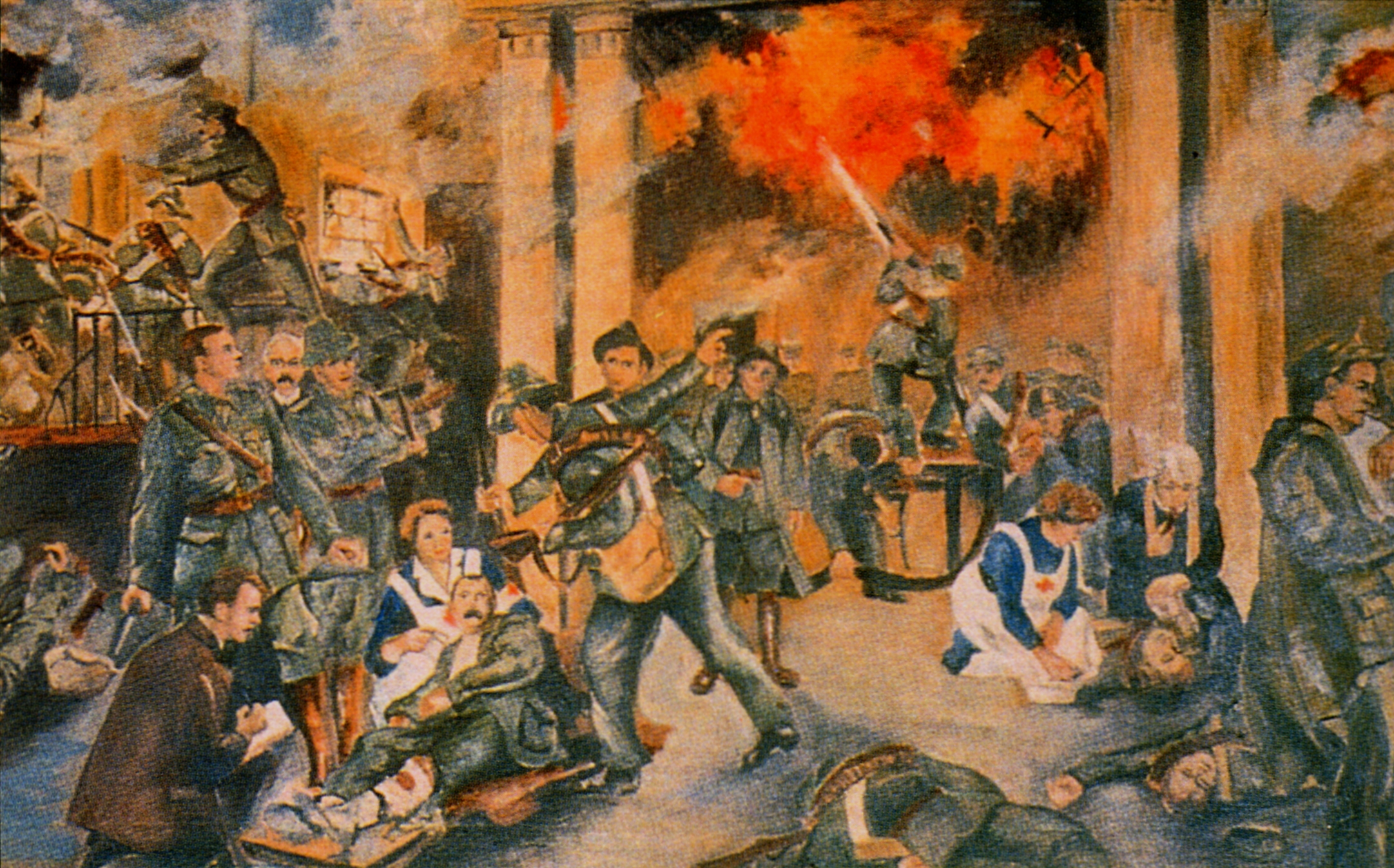
Geburt der irischen Republik (Gemälde von Walter Paget)

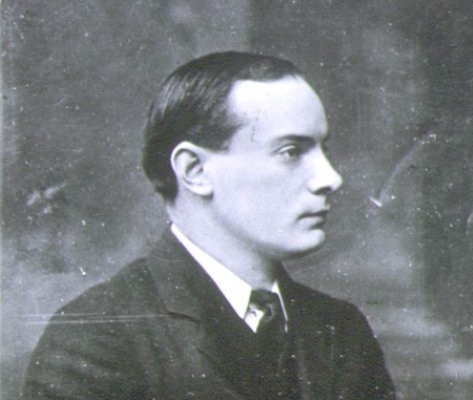
Patrick Pearse

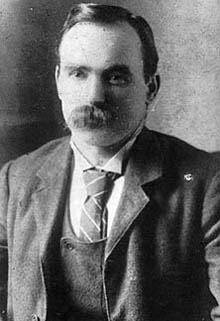
James Connolly

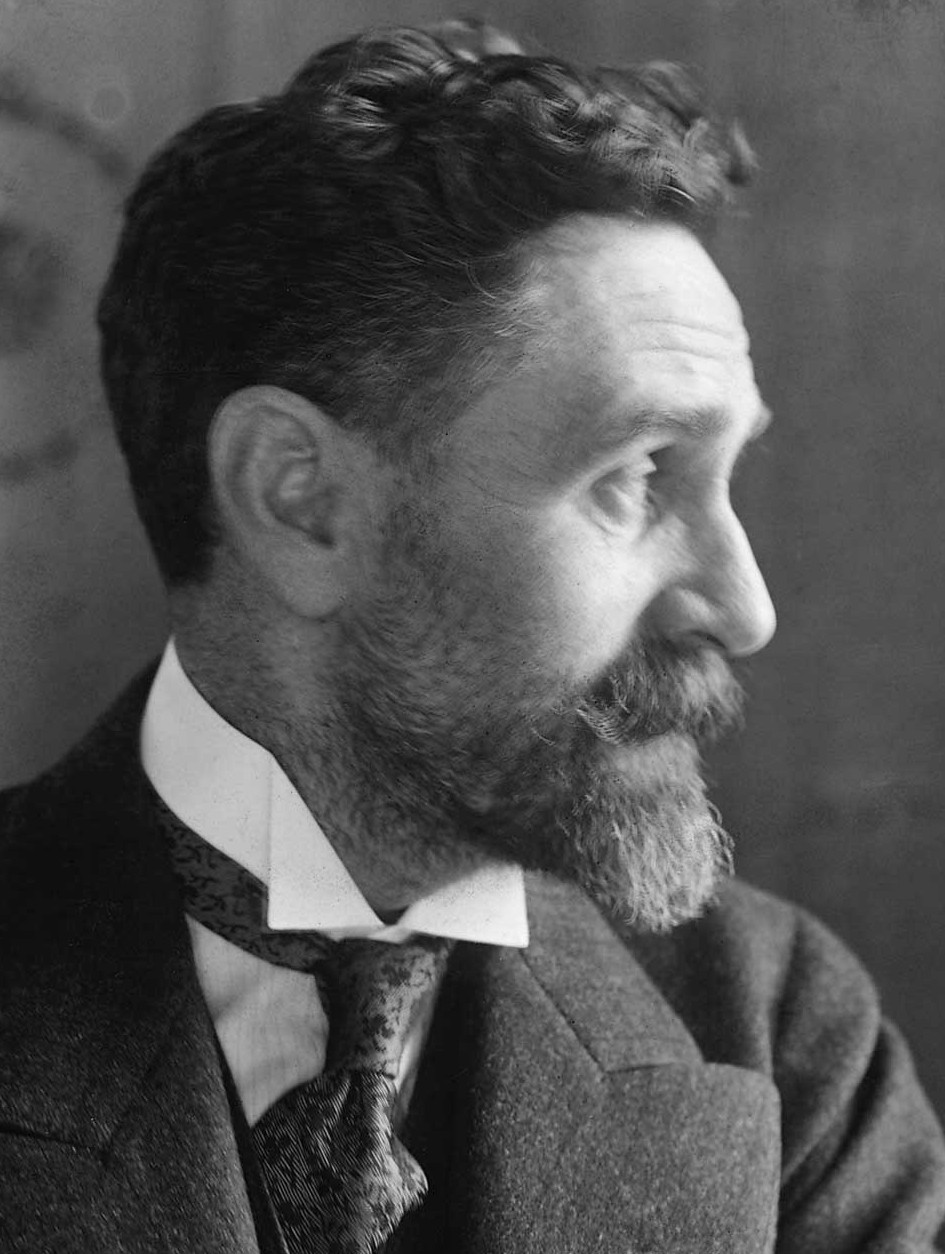
Sir Roger Casement

Der Osteraufstand (irisch Éirí Amach na Cásca, englisch Easter Rising) von 1916 war ein Versuch militanter irischer Republikaner, die Unabhängigkeit Irlands von Großbritannien gewaltsam zu erzwingen. Obwohl militärisch fehlgeschlagen, gilt er als Wendepunkt in der Geschichte Irlands, der dann letztlich 1922 zur Unabhängigkeit als Irischer Freistaat führte.

## Überblick
Der Aufstand fand vom Ostermontag, dem 24. April, bis zum 29. April 1916 statt. Ein Teil der Irish Volunteers unter Patrick Pearse und die viel kleinere Gruppe der Irish Citizen Army von James Connolly eroberten verschiedene Gebäude in Dublin und proklamierten die unabhängige irische Republik. Gleichzeitig wurden die verschiedenen Widerstandsgruppen zur Irish Republican Army verschmolzen. Obwohl gescheitert, gilt dieser bewaffnete Aufstand als Wendepunkt auf dem Weg zur irischen Unabhängigkeit, denn durch ihn kam es zu einer direkten Spaltung zwischen den gewaltbereiten Republikanern und den passiveren Nationalisten unter John Redmond und „seiner“ Irish Parliamentary Party, die durch demokratische parlamentarische Arbeit die Genehmigung der (3.) Home Rule erreicht hatten.
Politisch wurde der Aufstand erst durch die Entscheidung des Generalkommandanten der Britischen Streitkräfte in Irland, Sir John Grenfell Maxwell, zum Erfolg, der die gefangengenommenen Kommandeure der Irisch Republikanischen Armee hinrichten ließ. Mit Bekanntwerden der Exekutionen schwenkte die Sympathie der irischen Bevölkerung auf die Seite der Republikaner über.

## Planung des Aufstands
Während der Osteraufstand hauptsächlich durch die Irish Volunteers (IV) ausgeführt wurde, wurde er doch von der Irish Republican Brotherhood (IRB) zusammen mit ihrer Schwesterorganisation in den USA, dem Clan na Gael geplant. Kurz nach Beginn des Ersten Weltkrieges am 4. August 1914 trafen sich die ranghöchsten Mitglieder der IRB unter der Maxime „Englands Schwierigkeiten sind Irlands Chancen“ und beschlossen die Durchführung von Aktionen noch vor Ende des Kriegs. Zu diesem Zweck formierte der Kassenwart der IRB Thomas James Clarke ein militärisches Komitee (ursprünglich Patrick Pearse, Éamonn Ceannt und Joseph Plunkett; kurz darauf stießen Seán Mac Diarmada und er selbst dazu) zur Planung des Aufstands. Jede dieser Personen war Mitglied der IRB und, mit Ausnahme von Clarke, der Irish Volunteers. Die IRB hatte seit der Gründung der Irish Volunteers 1913 versucht, die Kontrolle über die Volunteers zu erlangen, indem sie, wann immer möglich, IRB-Mitglieder in höhere Ränge brachte. Dies führte bis 1916 dazu, dass ein Großteil der Volunteer-Führerschaft gewaltbereite und ergebene Republikaner waren. Eine wichtige Ausnahme war allerdings Gründer und Stabschef Eoin MacNeill, der gegen jede risikoreiche Rebellion war. Die IRB hoffte daher, ihn entweder auf ihre Seite ziehen (notfalls durch Arglist), oder ihn einfach umgehen zu können. Mit beiden Plänen hatte die IRB nur wenig Erfolg.
Der Plan für einen Aufstand nahm die erste große Hürde, als der Sozialist James Connolly, Kopf der Irish Citizen Army (ICA) und vollkommen ohne Ahnung von den Plänen der IRB, mit einem „eigenen“ Aufstand drohte, falls andere Gruppen nicht für die Unabhängigkeit kämpfen würden. Da die ICA kaum mehr als 200 Männer stark war, wäre jeder eigenständige Aufstand von vornherein zum Scheitern verurteilt, was auch die Chancen eines Aufstands durch die Volunteers stark vermindert hätte. Daher trafen sich die Anführer der IRB mit Connolly und überzeugten ihn davon, sich ihnen anzuschließen. Sie einigten sich darauf, am kommenden Osterfest zusammenzuarbeiten.
Bei dem Versuch, Informanten und natürlich den eigentlichen Anführer der Volunteers (MacNeill) zu täuschen, befahl Pearse Anfang April dreitägige „Manöver und Paraden“ der Volunteers ab Ostersonntag. Der Zeitpunkt war bewusst gewählt worden, da feierliche Aufmärsche an hohen christlichen Feiertagen keineswenigs ungewöhnlich waren und keinen Verdacht erweckten. Während die militanten Republikaner innerhalb der Volunteers genau wussten, was der wahre Hintergrund der Paraden war, hoffte man, dass MacNeill oder die britischen Kräfte in Dublin Castle diese Ankündigung wörtlich nehmen würden. Doch MacNeill bekam Wind von der Sache. Er drohte damit, alles Mögliche zu unternehmen, um diesen Aufstand zu verhindern. Als MacNeill von Mac Diarmada allerdings erfuhr, dass Deutschland zugesagt hatte, irisch-britische Kriegsgefangene, die sich dazu bereit erklärt hatten, nach Irland zu transportieren und etwa 40.000 französische und russische Beutegewehre mit dem Hilfsschiff Libau mit dem Tarnnamen Aud in Zusammenarbeit mit U 19 am Karfreitag in Irland (Grafschaft Kerry) anzulanden, war MacNeill bereit, dem Aufstand zuzustimmen. Diese Vereinbarung mit Deutschland wurde von Sir Roger Casement und der IRB eingefädelt. Doch diese wohlklingende Ankündigung war nur die halbe Wahrheit. Die Pläne Casements, aus irischen Kriegsgefangenen mit republikanischer Gesinnung eine sogenannte irische Legion zu formen, die mit Hilfe deutscher Ausbilder und Waffen für den Partisanenkampf in Irland ausgebildet werden sollten, waren kläglich gescheitert. Auch die Lieferung der Waffen war von deutscher Seite nur gewährt worden, um wenigstens einen kurzzeitigen Aufstand in Irland zu ermöglichen und so die britische Heimatfront zu schwächen. Eine großflächige Erhebung gegen die britische Herrschaft wurde auch von deutscher Seite nicht erwartet. Doch auch die Landung des Waffentransports schlug fehl, weil Ort und Zeit schlecht koordiniert waren. Als MacNeill davon erfuhr, kehrte er zu seiner ursprünglichen Haltung zurück und erstellte zusammen mit „freundlich gesinnten“ Kollegen, u. a. Bulmer Hobson und The O’Rahilly, einen Widerruf an alle Volunteers mit der Absage aller Aktionen am Sonntag. Dies führte zwar zu einer stark reduzierten Anzahl an Volunteer-Beteiligten am Aufstand (ca. 1000), konnte diesen aber nicht verhindern, sondern lediglich um einen Tag verschieben. Unabhängig von dem Scheitern der Libau-Unternehmung führte die Kaiserliche Marine zur Unterstützung des Aufstands am 24./25. April 1916 eine Beschießung von Lowestoft und Great Yarmouth durch, bei der auch Marineluftschiffe zum Einsatz gegen englische Städte kamen. Die geplante Bombardierung Londons scheiterte an schlechten Wetterbedingungen.
Dass der Osteraufstand einem Selbstmord-Kommando gleichkam, war selbst Patrick Pearse bewusst. Einige Zeit vorher sagte er seiner Mutter: „Der Tag wird kommen, an dem ich erschossen werde, und meine Kameraden mit mir“. Als seine Mutter nach ihrem anderen Sohn William, ebenfalls ein extremer Nationalist, fragte, soll Pearse geantwortet haben: „Willie? Erschossen, wie die anderen. Wir werden alle erschossen.“ James Connolly soll einst angemerkt haben: „Die Chancen gegen uns stehen 1 zu 1000.“

## Der Aufstand

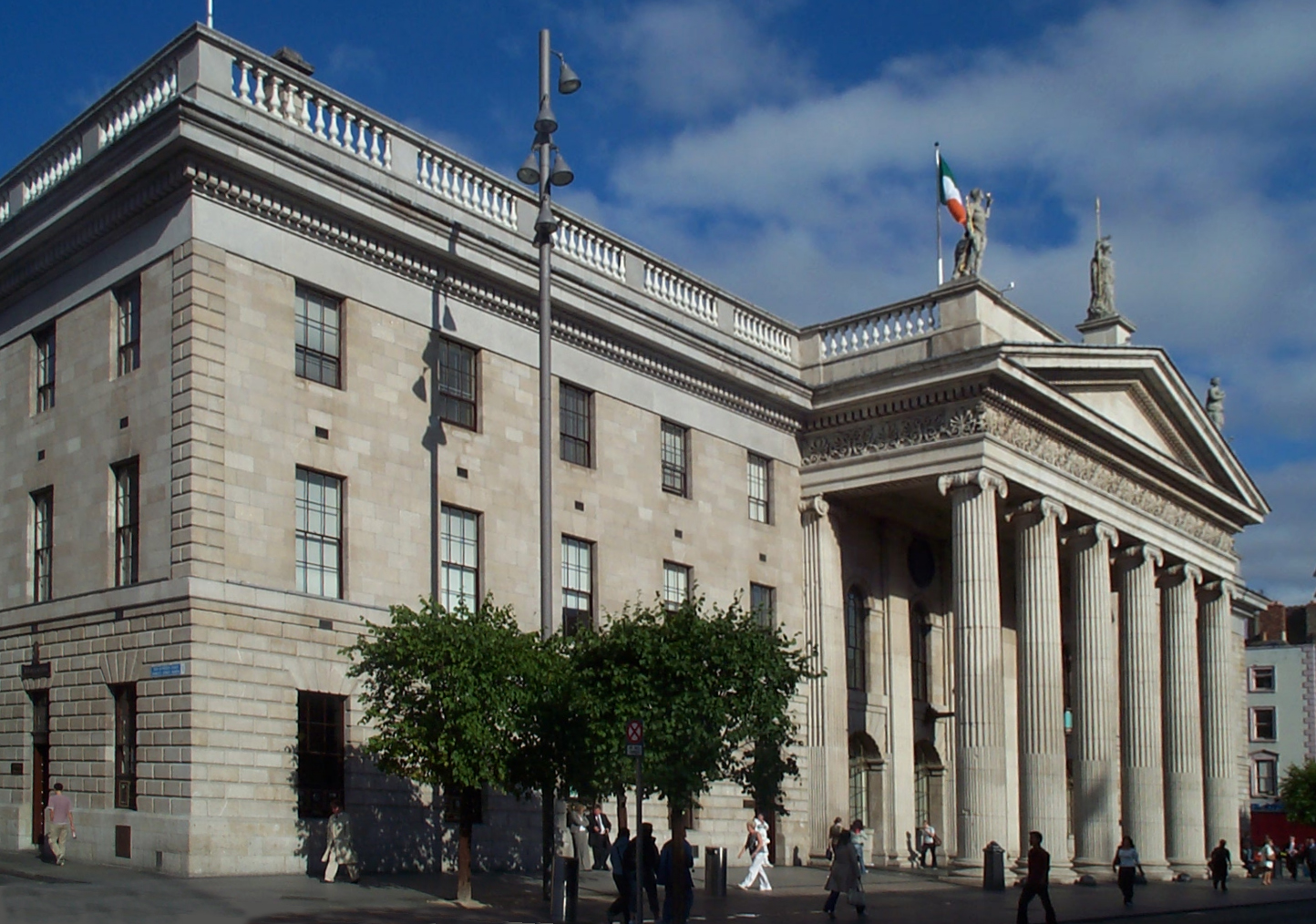
General Post Office in Dublin

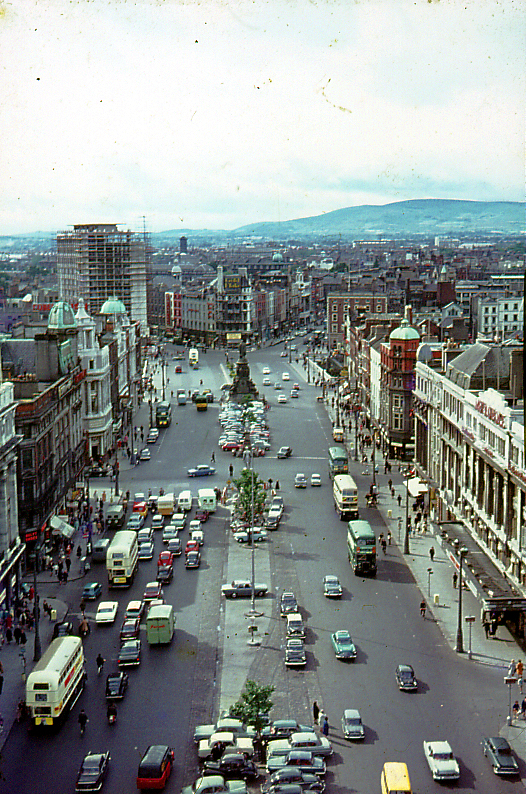
O’Connell Street in Dublin (1964)

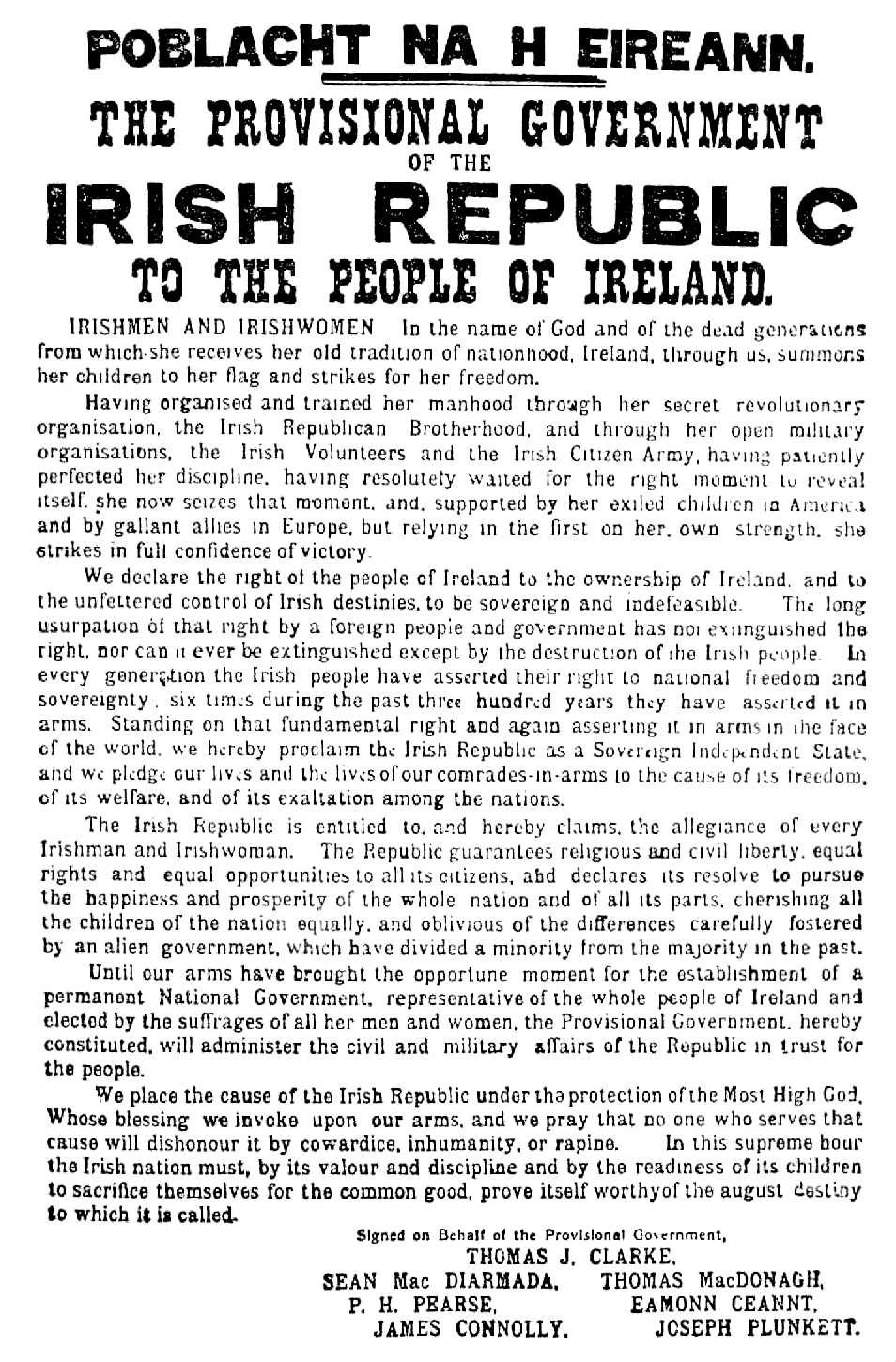
Oster-Proklamation zum Osteraufstand 1916

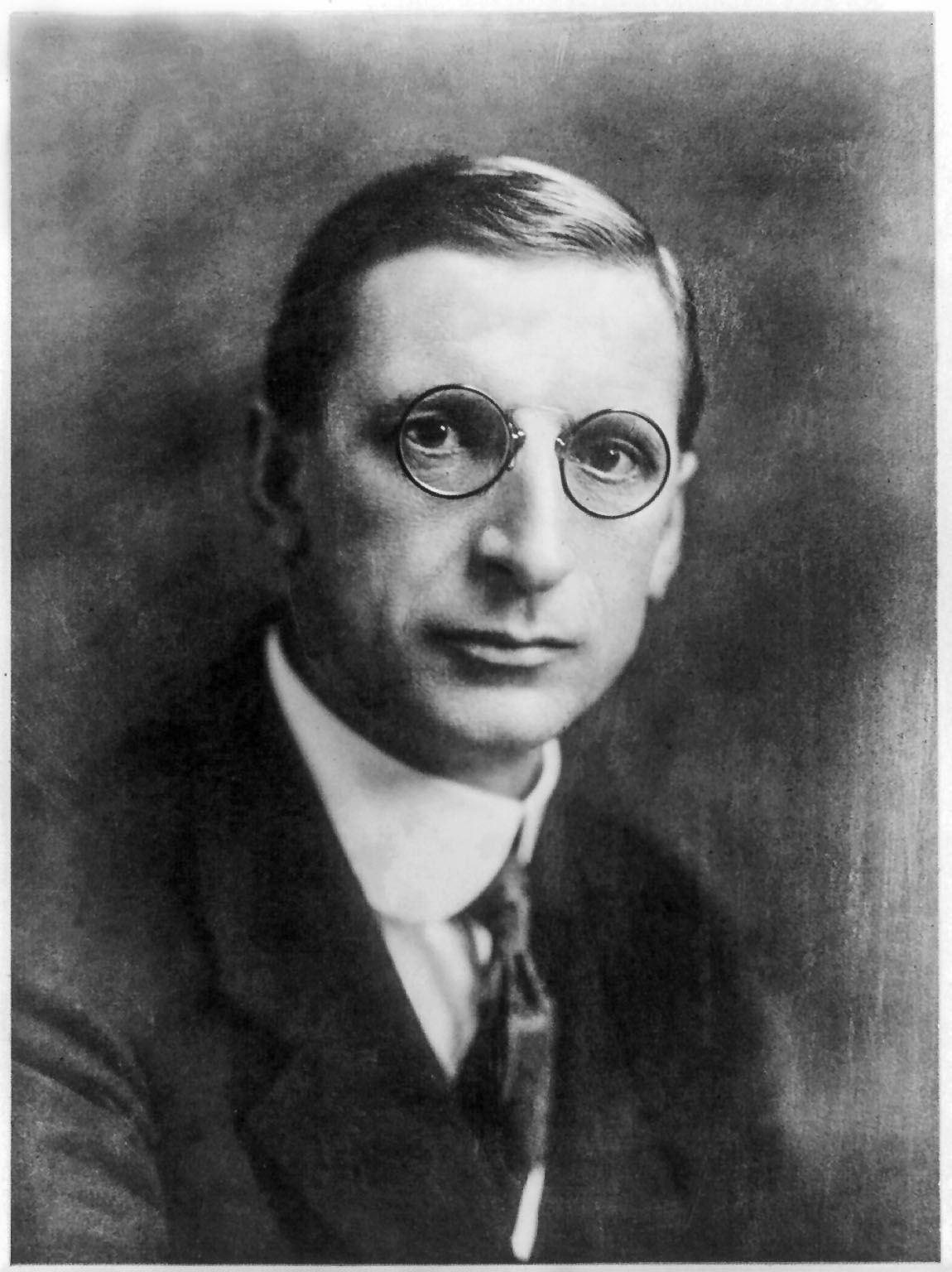
Éamon de Valera (ca. Mitte 1920er)

Der Plan, größtenteils von Plunkett ausgearbeitet (aber auch sehr ähnlich dem unabhängigen Plan von Connolly), war die Besetzung von Knotenpunkten und strategischen Gebäuden innerhalb Dublins, um die Stadt abzusperren und für den unvermeidbaren Gegenangriff der britischen Armee gerüstet zu sein. Dann, so hoffte man, sollte eines von drei Szenarien eintreten: Die irische Nation erhebt sich ebenfalls und unterstützt den Angriff; die Briten erkennen die Unmöglichkeit, Irland weiter zu regieren, und ziehen ab; oder – als letzte Hoffnung – würden die Deutschen den Rebellen doch noch irgendwie zu Hilfe kommen.

### Ostermontag
Start der Operation war 12 Uhr mittags, und da es ein Feiertag war, waren größere Menschenmengen auf den Straßen, die die kleineren Gruppen der Volunteers und der Irish Citizen Army bewaffnet zu ihren Einsatzorten marschieren sahen.
Es folgte die Verlesung der Oster-Proklamation außerhalb des Hauptpostamtes in Dublin in der Sackville Street (heute: O’Connell Street), Dublins Hauptstraße und die weltweit breiteste georgianische Allee. Dies markierte den eigentlichen Beginn des Aufstands. Nach der Verlesung, die von vorbeigehenden Menschen mit Staunen und auch etwas Hohn bedacht wurde, begaben sich Pearse und weitere Anführer in das Hauptpostamt, brachten es in ihre Gewalt und richteten dort ihr Hauptquartier ein.
Im Grunde verlief die gesamte Operation problemlos: fünf größere Gebäude oder Gebäudekomplexe nördlich des Flusses Liffey, neun südlich davon, und einige Eisenbahnstationen wurden besetzt.
Die Dublin-Division der Volunteers war in vier Bataillone aufgeteilt – jedes unter dem Kommando eines loyalen IRB-Kommandanten. Ein behelfsmäßiges 5. Bataillon wurde aus Teilen der anderen sowie mit der Hilfe der Irish Citizen Army gebildet. Dieses Bataillon war es, das das Hauptpostamt in Dublin (GPO) besetzte. Jenem gehörten unter anderem der Präsident und befehlshabende Kommandant der IRB, Patrick Pearse, an, der Kommandant der Dublin-Division und Anführer der ICA James Connolly, Thomas James Clarke, Seán Mac Diarmada, Joseph Plunkett sowie ein junger Hauptmann namens Michael Collins. Zwischenzeitlich hatte das 1. Bataillon unter Ned Daly das Gerichtsgebäude Four Courts sowie Gebiete im Nordwesten belagert; das 2. Bataillon unter Thomas MacDonagh besetzte Jacobs Biscuit Factory südlich der Innenstadt; im Osten kommandierte Éamon de Valera die Boland’s Bäckerei, und das 4. Bataillon unter Éamonn Ceannt eroberte das Gebäude South Dublin Union im Südwesten. Mitglieder der ICA besetzten unter Michael Mallin und Constance Markiewicz, der einzigen Frau, die in führender Position an dem Aufstand teilnahm, auch St. Stephen’s Green und Dublin City Hall.
Der Versuch, Dublin Castle zu erobern, schlug fehl. Ein anderer Versuch, eine größere Menge an Waffen und Munition aus einem Waffenlager im Phoenix Park zu stehlen, war ebenfalls nicht erfolgreich – nur wenige Waffen konnten erobert werden. Hingegen gelang es den Rebellen, Telefonleitungen zu kappen, sodass Dublin Castle für einige Zeit nahezu isoliert war.
Da der Widerruf von MacNeill dazu führte, dass der Aufstand nahezu nur in Dublin stattfand, ging das Kommando aller beteiligten Rebellen an Connolly über, der zudem das beste taktische Verständnis der Gruppe hatte. Connolly wurde während des Aufstandes schwer verwundet, kommandierte seine Leute aber auch weiterhin, indem er sich in einem Bett herumtragen ließ. Seine größte Fehleinschätzung war allerdings die Annahme, dass eine kapitalistische Regierung niemals Artillerie gegen ihren eigenen Besitz (sprich: Gebäude) einsetzen würde; innerhalb von 48 Stunden hatten die Briten ihn vom Gegenteil überzeugt. Dabei beschossen sich zwei britische Kanonenboote gegenseitig, da sie annahmen, die einschlagenden Granaten kämen von den Rebellen.
Die Briten gingen jedoch langsam gegen die Rebellen vor, waren sie doch unsicher, mit wie vielen Aufständischen sie es zu tun hatten. Sie forderten Truppen aus dem Militärlager Curragh und anderen Orten außerhalb von Dublin sowie Unterstützung aus London an. Dort führte Lord French den Oberbefehl und schickte nicht weniger als vier Divisionen nach Irland. Die britische Politik wurde zu dieser Zeit auf den Kopf gestellt. Die Besänftigungspolitik gegenüber Irland war vergessen, es ging nur noch darum, die Rebellen schnell und vollständig zu vernichten. Doch nicht nur die Briten tappten im Dunkeln – auch die Rebellen hatten keine Funkverbindungen zwischen ihren besetzten Stellungen. Den Rebellen (ca. 1.000 Irish Volunteers und um die 200 Mitglieder der ICA) standen ungefähr 4.500 britische Soldaten und 1.000 Polizeikräfte gegenüber.

### Dienstag
Aus militärischer Sicht war der Dienstag vergleichsweise ruhig. Die Briten näherten sich vorsichtig den Stellungen, um die Gebiete zu sichern und die Anführer im Hauptpostamt zu isolieren. Artillerie wurde im Trinity College in Stellung gebracht. Plünderungen durch die Bevölkerung begannen. Die Spannungen innerhalb der beiden beteiligten Gruppen nahmen allerdings zu, als ein Offizier der Volunteers den Befehl gab, Plünderer zu erschießen – ein Befehl, der zornig von James Connolly widerrufen wurde. Das Kriegsrecht wurde über Dublin verhängt, und der britische Nachschub erreichte Kingstown. Die Gräueltaten des Aufstands begannen damit, dass ein britischer Offizier mit dem Namen Bowen-Colthurst drei harmlose Journalisten „auf der Flucht“ erschießen ließ.

### Mittwoch
Am Mittwochmorgen waren die Rebellen 20 zu 1 in der Unterzahl, und die Briten begannen nun ihrerseits, ernsthaft anzugreifen. Der erste Vorstoß galt Liberty Hall. Das Gebäude, Hauptquartier der Labour Party und der Gewerkschaft, wurde durch die Bombardierung des Kanonenboots „Helga“ zerstört. Da die Rebellen dies vorausgesehen hatten, war das Gebäude zu dieser Zeit bereits leer. Der britische Beschuss war sehr ungenau, so dass auch diverse andere Gebäude getroffen und viele Zivilisten getötet wurden. Die Armee setzte nun auch Artillerie ein, teilweise sogar gegen einzelne Heckenschützen. Vielerorts in Dublin brannte es und die Dubliner Bevölkerung hungerte aufgrund des fehlenden Nahrungsnachschubs. Zu diesem Zeitpunkt war der Aufstand zu einem richtigen Krieg geworden, bei dem kein Versuch unternommen wurde, Zivilisten zu schützen und Opfer unter ihnen zu vermeiden. Die britische Unterstützung aus Kingstown geriet bei ihrem Marsch in die Stadt in einen Hinterhalt der De Valeras-Division, erlitt heftige Verluste, konnte sich aber aufgrund ihrer zahlenmäßigen Überlegenheit ihren Weg in die Stadt erkämpfen. In St. Stephen’s Green befanden sich zu dieser Zeit keine Rebellen mehr. Die Park-Besetzung stellte sich im Nachhinein als unklug heraus, als ein Teil der britischen Armee Stellung im Shelbourne Hotel, an der nordöstlichen Ecke des Parks, bezog, von der aus sie den ganzen Park überblicken und sogar in die Schützengräben schießen konnte. Die Rebellen zogen sich ins Royal College of Surgeons zurück und errichteten dort ihre Stellung erneut.

### Donnerstag
Am 4. Tag des Aufstandes traf der neue britische Oberbefehlshaber Sir John Maxwell in Irland ein. Obwohl er die Countess Markiewicz zu seiner weitläufigen Verwandtschaft zählte, hatte er doch keinerlei Wissen über die aktuelle politische Situation in Irland, und so kam es, dass er (unwissend) mehr dafür tat, die britische Herrschaft in Irland zu untergraben, als es alle Rebellen zusammen geschafft hätten. Sein Befehl – erteilt durch den britischen Premierminister Herbert Henry Asquith – war es, die Rebellion schnellstmöglich zu beenden. Dies tat er schließlich auch – ungeachtet der politischen Konsequenzen.
Die Unterstützung aus England, großteils unerfahrene Männer (viele andere kämpften für Großbritannien im Ersten Weltkrieg), war nun im Einsatz. Als sie entdeckten, dass viele der Männer der Irish Republican Army (wie sie sich fortan nennen sollten) keine Uniform trugen, begannen sie damit, auf Verdacht männliche Zivilisten zu erschießen, die ihnen begegneten.
An diesem Tag begannen die Angriffe auf Bolands Bäckerei und die Bombardierung des Hauptpostamts, das vollständig ausbrannte. Die Volunteer-Division in South Dublin Union verlor Gelände. Zweimal wurde Connolly an diesem Tag verwundet – die erste Wunde konnte er noch vor seinen Männern verbergen, die zweite Verletzung, einer seiner Füße war zerschmettert, war dafür zu schwerwiegend. Doch unter Morphium kommandierte er weiter, so gut es eben ging. Aufgrund des andauernden Beschusses in den Straßen und der oft unterbrochenen Wasserversorgung vereinigten sich die Brände in Dublin zu Großbränden, derer man nicht mehr Herr werden konnte. Am Donnerstag hatte noch keine Stellung der Rebellen kapituliert.

### Freitag
Am Freitag befahl Connolly den Frauen unter den Rebellen, das Hauptpostamt zu verlassen, das nun komplett isoliert war und brannte. Später am Tag konnten er und die verbleibenden Rebellen das nahezu überall brennende und fast kollabierende Gebäude unbemerkt verlassen. Sie fanden Unterschlupf in einem nahegelegenen Haus, während die Briten weiter das leere Postamt bombardierten. In der King’s Street fand ein letztes großes Gefecht statt. 5000 britische Soldaten, ausgestattet mit gepanzerten Fahrzeugen und Artillerie, benötigten 28 Stunden, um knapp 150 Meter gegen 200 Rebellen vorzurücken. Bei diesem Kampf erstach das britische South Staffordshire Regiment Zivilisten und erschoss Menschen, die sich in Kellern versteckten.

### Samstag
Am Morgen des 29. April war der Aufstand zu Ende. Pearse und Connolly ordneten aus ihrem neuen Stützpunkt in der Moore Street die bedingungslose Kapitulation an, nachdem sie zu der Erkenntnis gekommen waren, dass alles, was jetzt noch erreicht werden könnte, der Tod von weiteren Zivilisten war.

## Konsequenzen

John Grenfell Maxwell

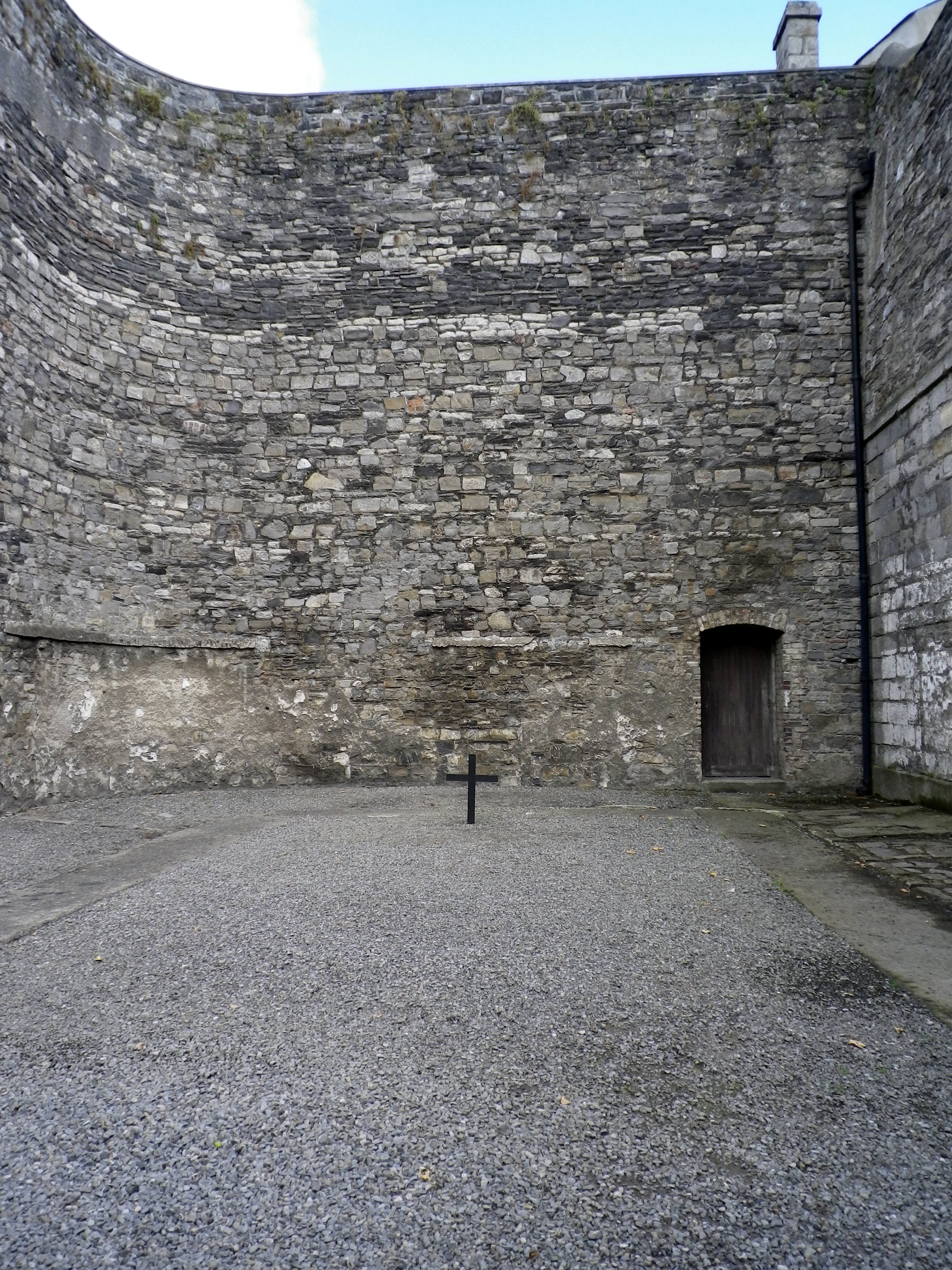
Hinrichtungsstätte im Dubliner Kilmainham-Gefängnis

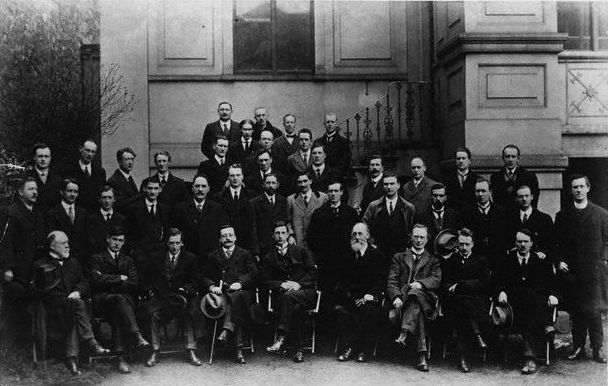
Das erste Dáil Éireann, Januar 1919. Erste Reihe, von links nach rechts: Laurence Ginnell, Michael Collins, Cathal Brugha, Arthur Griffith, Éamon de Valera, Count Plunkett, Eoin MacNeill, W.T. Cosgrave und Kevin O’Higgins

Die Opfer des Aufstands sind schwer abzuschätzen. Man geht davon aus, dass ca. 500 britische Soldaten ihr Leben ließen. Auf Seiten der Iren (einschließlich Zivilisten) dürfte es doppelt so viele Opfer gegeben haben. Der materielle Schaden innerhalb der großteils zerstörten Stadt wurde auf 2.500.000 Pfund beziffert.
Die Rebellen hatten zu dieser Zeit lediglich geringe Unterstützung durch die Bevölkerung – dies sollte sich erst durch die Repressalien der Briten ändern. Als die gefangenen Rebellen am Sonntag von einem Gefängnis in ein anderes verlegt wurden, führte man sie zu Fuß durch Dublin, wo sie vor allem in den ärmlichen Gegenden verspottet und beschimpft wurden. Insgesamt wurden 3.000 „Verdächtige“ verhaftet. Viele von ihnen landeten in Internierungslagern in Wales.
Auf direkten Befehl des Kabinetts in London war die Bestrafung schnell, geheim und brutal. Die 15 Anführer (unter ihnen alle sieben Unterzeichner der Oster-Proklamation) wurden vor ein Kriegsgericht gestellt und in der Zeit vom 3. bis 12. Mai durch Erschießen hingerichtet. Unter den Hingerichteten waren Willie Pearse (eigentlich kein Anführer; es wird angenommen, dass er aufgrund seines berühmten Bruders Patrick Pearse ebenfalls erschossen wurde), der kranke Joseph Plunkett sowie der verwundete Connolly, der auf einem Stuhl gefesselt erschossen wurde, da er nicht eigenständig stehen konnte. Die Hinrichtungen wurden erst nach ihrer Durchführung bekannt gegeben. Als dies bekannt wurde, führte es zu einer Welle der Empörung in ganz Irland, die selbst dann nicht abebbte, als Asquith diese Maßnahmen im Unterhaus verteidigte, und auch nicht, als er den Fehler eingestand und den Befehlshaber John Maxwell entließ.
Éamon de Valera retteten Glück und seine US-amerikanische Herkunft vor der Hinrichtung (er war zwar Ire, wurde aber in Amerika geboren). Dies führte zu einem Aufschub seiner Hinrichtung. Als letztendlich doch seine Exekution entschieden wurde und er „an der Reihe war“, waren die Hinrichtungen aufgrund der öffentlichen Meinung (in ganz Europa) generell gestoppt. Andere Beteiligte wurden lediglich verhaftet, unter ihnen auch Michael Collins.
Die harten Maßnahmen nach der Niederschlagung des Osteraufstandes forcierten die antibritische Stimmung.
Für den deutschen Kriegsgegner bedeutete die Intervention in den Osteraufstand einen Teilerfolg, da die Briten gezwungen waren, weitere Truppen in Irland zu stationieren. Dies führte zu einer Entlastung an der Westfront, zumal die Briten darauf verzichteten, im Süden der Insel rekrutierte Soldaten in Frankreich einzusetzen. Zu der erhofften Destabilisierung Großbritanniens führte der Aufstand aber nicht.
Bei den Wahlen im Dezember 1918 erlangte die von Sinn Féin getragene Unabhängigkeitsbewegung 73 der 106 irischen Sitze im britischen Unterhaus. Im Januar 1919 traten in Dublin irische Abgeordnete zu einem Nationalparlament (Dáil Éireann) zusammen, erklärten die Unabhängigkeit und richteten eine Regierung unter Éamon de Valera ein, die von Großbritannien nicht anerkannt wurde. Dies führte zum Irischen Unabhängigkeitskrieg (1919–1921).
Mit der Government of Ireland Bill (1920), die je ein Parlament für Nord- und Südirland mit begrenzter rechtlicher Autonomie vorsah und das britische Parlament als letzte Instanz betrachtete, suchte die britische Regierung unter Premier Lloyd George, mit dem Preis der Teilung der Insel, den Unabhängigkeitsforderungen entgegenzukommen.
Am 11. Juli 1921 führten die Verhandlungen mit de Valera einen Waffenstillstand herbei und mündeten am 6. Dezember 1921 in den Anglo-Irischen Vertrag. Nach der Annahme des Vertrages durch die Mehrheit des Dáil Éireann am 7. Januar 1922 konnte die Verfassung des „Irischen Freistaates“ am 6. Dezember 1922 in Kraft treten. Die sechs mehrheitlich protestantischen Grafschaften Ulsters erklärten durch Volksentscheid, als „Nordirland“ Teil des Vereinigten Königreiches bleiben zu wollen. Erst am 18. April 1949 trat die völlige Unabhängigkeit Irlands von Großbritannien in Kraft.
Der Aufstand war die Geburtsstunde der IRA. Noch heute kämpfen die „Irische Republikanische Armee“ (IRA) und die Sinn Féin für die Vereinigung der Republik Irland und Nordirlands.
Die Rebellion wurde zum Vorbild der bengalischen Indian Republican Army (Chittagong Branch) (IRA), die am Karfreitag 1930 den Chittagong-Aufstand entfesselte.

## Liste der hingerichteten Anführer
- Sir Roger Casement, hingerichtet (durch Erhängen) im HM Prison Pentonville am 3. August 1916
- Thomas James Clarke, hingerichtet am 3. Mai 1916
- Éamonn Ceannt, hingerichtet am 8. Mai 1916
- Cornelius Colbert, hingerichtet am 8. Mai 1916
- James Connolly, hingerichtet am 12. Mai 1916
- Edward Daly, hingerichtet am 4. Mai 1916
- Seán Heuston, hingerichtet am 8. Mai 1916
- Thomas Kent, hingerichtet am 9. Mai 1916
- John MacBride, hingerichtet am 5. Mai 1916
- Seán Mac Diarmada, hingerichtet am 12. Mai 1916
- Thomas MacDonagh, hingerichtet am 3. Mai 1916
- Michael Mallin, hingerichtet am 8. Mai 1916
- Michael O’Hanrahan, hingerichtet am 4. Mai 1916
- Patrick Pearse, hingerichtet am 3. Mai 1916
- William Pearse, hingerichtet am 4. Mai 1916
- Joseph Plunkett, hingerichtet am 4. Mai 1916

## In der Kunst

### Poesie und Literatur
Eine frühe und literarisch bedeutende Verarbeitung stellt William Butler Yeats’ Gedicht „Easter 1916“ dar, das den Aufstand mit dem prägnanten Oxymoron „a terrible beauty“ charakterisiert.
Das Drama The Plough and the Stars von Sean O’Casey, uraufgeführt 1926 am Abbey Theatre in Dublin, hat den Osteraufstand als Rahmen, zeigt aber aus der Perspektive der einfachen, armen Leute in Dublin die tragischen Auswirkungen der Ereignisse auf ihr Leben.
Im 1947 in Paris publizieren Roman On est toujours trop bon avec les femmes beschreibt Raymond Queneau den Kampf um das General Post Office als erotische Groteske: Ein zufällig anwesendes Postfräulein beginnt – als Überlebensstrategie – die nationalirischen Helden der Reihe nach zu verführen, um sie anschließend bei den siegreichen Briten des sexuellen Übergriffs zu bezichtigen. James Connolly und seine Mitstreiter sterben im Kugelhagel des Erschießungskommandos nicht als Freiheitshelden, sondern trivial als Frauenschänder.
Der Roman A Star Called Henry von Roddy Doyle (1999) verarbeitet den Aufstand im zweiten Drittel des Buches auf interessante Weise: der Protagonist Henry, ein schlauer Straßenjunge aus ärmlichsten Verhältnissen und zu diesem Zeitpunkt 14 Jahre alt, ist als Protégé von James Connolly im GPO dabei und berichtet das Geschehen aus seiner Perspektive.

### Musik
Zahllose Lieder haben den Osteraufstand und seine Protagonisten zum Gegenstand. Nicht nur die traditionelle irische Musik hat sich des Themas angenommen mit Stücken wie „The Foggy Dew“ von Charles O’Neill oder „James Connolly“ und „Padraig Pearse“ von den Wolfe Tones, auch in der modernen irischen Musik wird immer wieder auf die Ereignisse von Ostern 1916 Bezug genommen. Der Nummer-eins-Hit „Zombie“ von The Cranberries setzt sich mit den langanhaltenden Folgen des Osteraufstandes auseinander. Eine weitere Interpretation auf den Osteraufstand ist in dem Lied Sunday, Bloody Sunday von U2 zu finden.

### Film
Auch im Film wurde der Aufstand immer wieder thematisiert. Bereits 1936 drehte John Ford eine gleichnamige Adaption von The Plough and the Stars. 1969 produzierte das ZDF den Zweiteiler Der irische Freiheitskampf (Regie: Wolfgang Schleif mit Karl Michael Vogler in der Rolle von Éamon de Valera). Sowohl hier als auch in Neil Jordans Film Michael Collins von 1996 und der vierteiligen Reihe der BBC mit dem Titel Rebel Heart von 2001 werden sowohl der Osteraufstand selbst als auch die Zeit des Anglo-Irischen Krieges behandelt. Während Michael Collins von manchen Kritikern als unkritische Heiligenverehrung apostrophiert wurde, geriet die Reihe der BBC wegen angeblicher einseitiger Unterstützung des republikanischen Standpunkts in die Kritik nordirischer Unionisten. 2016 produzierte RTÉ die Miniserie Rebellion, die den Aufstand zum Gegenstand hat.